# Thomas M. Seebohm

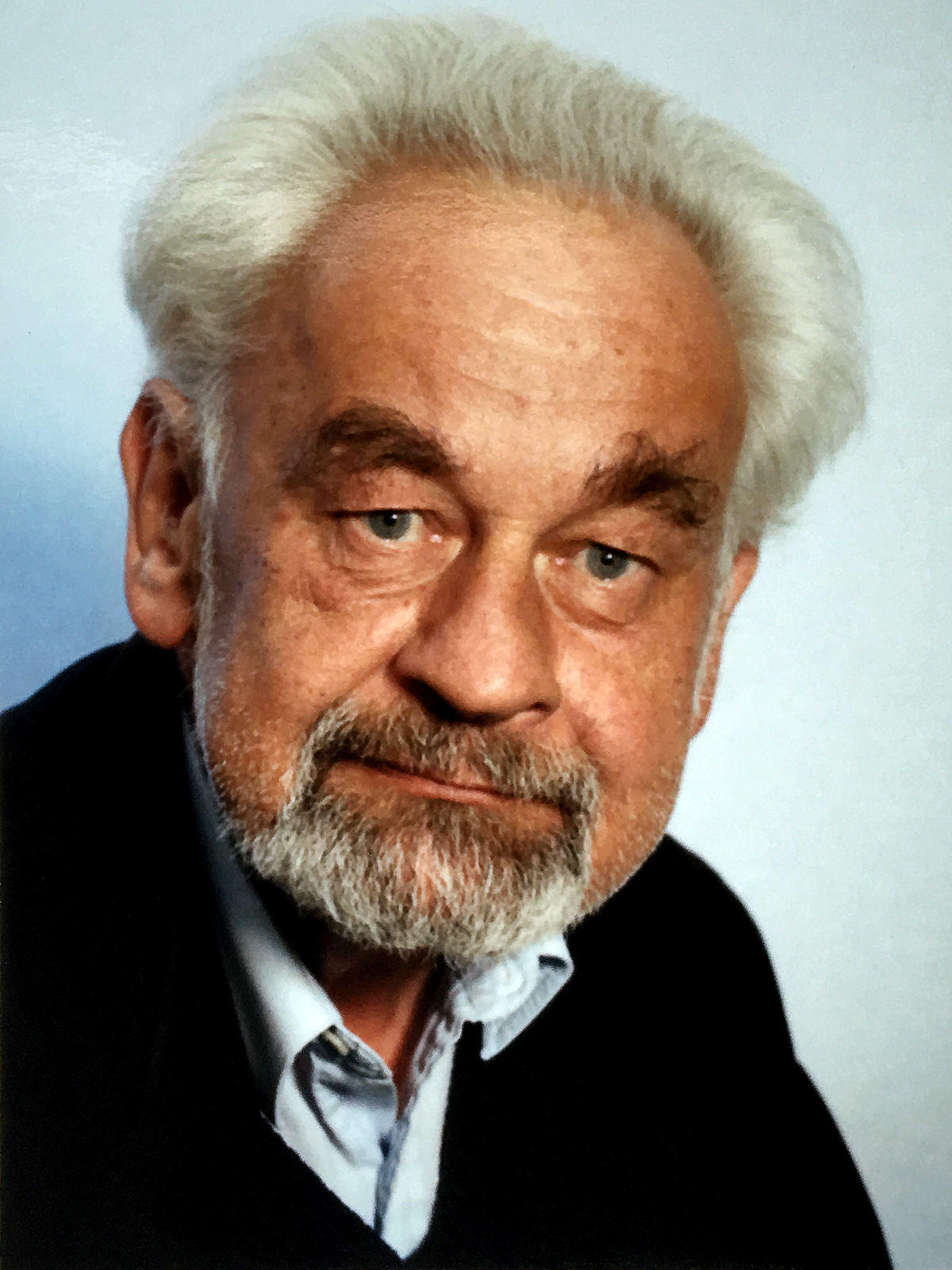
Thomas M. Seebohm

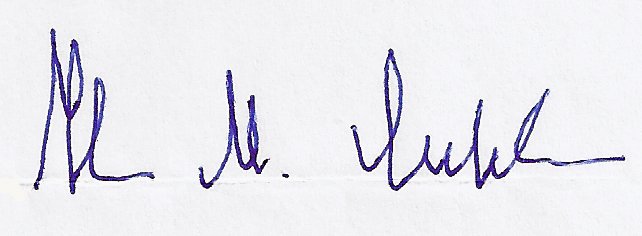
Thomas M. Seebohm. Signatur 1994

Thomas Mulvany Seebohm (* 7. Juli 1934 in Gleiwitz, Provinz Oberschlesien; † 25. August 2014 in Bonn) war ein deutscher Philosoph. Er lehrte an der Universität Mainz und an der Pennsylvania State University. Er war der Sohn des Ministers Hans-Christoph Seebohm.

## Leben  und Werk
Nach dem Abitur auf der Hermann-Lietz-Schule / Spiekeroog (1952) und einer vor der Kreis-Handwerkskammer in Bonn mit der Gesellenprüfung abgeschlossenen Tischlerlehre studierte Seebohm Philosophie, Soziologie und Slavistik an den Universitäten Hamburg, Bonn und Mainz. 1960 wurde er mit seiner Dissertation Die Bedingungen der Möglichkeit der Transzendentalphilosophie promoviert.
In den folgenden 3 Jahren arbeitete Seebohm, ermöglicht durch ein Stipendium der Deutschen Forschungsgemeinschaft, an einem Projekt der Osteuropaforschung über die Entwicklung der russischen Geistesgeschichte. Mit seiner Arbeit Ratio und Charisma. Ansätze zur Ausbildung eines philosophischen und wissenschaftlichen Weltverständnisses im Moskauer Russland habilitierte sich Seebohm 1969, nachdem er ab 1965 als Wissenschaftlicher Assistent an der Universität Mainz tätig war. 1969 erhielt er die Venia Legendi für Philosophie.
In den Jahren 1970 bis 1972 lehrte Seebohm als Visiting Professor an der Pennsylvania State University in den USA. Nach einem kurzen Zwischenspiel an der Universität Mainz und als Gastprofessur an der Universität Trier 1973 lehrte Seebohm von 1973 bis 1984 als Full Professor an der Pennsylvania State University in den USA und an der New School for Social Research in New York. Als Gastprofessor war er des Weiteren an der University of Guelph in Kanada, der Universität Heidelberg und an der Universität Lettlands in Riga tätig. Einen dauerhaften Wechsel an die New School for Social Research und einen Ruf an die University of California at La Jolla lehnte er ab.
Im Jahr 1984 folgte er dem Ruf der Universität Mainz und kehrte als Lehrstuhlinhaber der Philosophie nach Deutschland zurück. Er wirkte als Ordinarius im Fachbereich Philosophie und als Dekan und war von 1994 bis zu seiner Emeritierung 1999 Erster Vorsitzender der Kant-Gesellschaft und von 1996 bis 2010 Mitherausgeber der Kant-Studien.
Im Fokus seiner Forschung und Lehre standen Phänomenologie, die Philosophie Immanuel Kants und Edmund Husserls, Epistemologie, Hermeneutik, der deutsche Idealismus, die Geschichte der Philosophie in Osteuropa, die analytische Philosophie, Logik und Rechtsphilosophie.

## Veröffentlichungen (Auswahl)
- Die Bedingungen der Möglichkeit der Transzendentalphilosophie. Bouvier,  Bonn 1961.
- Zur Kritik der hermeneutischen Vernunft. Bouvier, Bonn 1972.
- Ratio und Charisma: Ansätze zur Ausbildung eines philosophischen und wissenschaftlichen Weltverständnisses im Moskauer Russland. Bouvier, Bonn 1977.
- Philosophie der Logik: Handbuch Philosophie. Alber, Freiburg 1984.
- Elementare formalisierte Logik. Alber, Freiburg 1991.
- Hermeneutics, Method and Methodology. (= Contributions to Phenomenology Bd. 50). Kluwer, Dordrecht 2004.
- History as a Science and the System of the Sciences. Phenomenological Investigations. (= Contributions to Phenomenology Bd. 77). Springer International Publishing, New York, London, Switzerland 2015.